# Tsumkwe
Tsumkwe (en juǀ'hoan : Tjumǃkui) est un peuplement de la région d'Otjozondjupa en Namibie et la capitale du district de la circonscription électorale de Tsumkwe.

## Nature et faune
La zone associée à Tsumkwe présente une végétation et une faune remarquables. En particulier dans la réserve de chasse de Khaudom (Kaudwane en Tswana), on trouve des lions, des guépards, des hyènes et d'autres grands mammifères. Le chien sauvage d'Afrique possède des meutes remarquables dans la région.